# Svatojiřský park
Svatojiřský park (od 14. století do roku 1965 Městský hřbitov v Nymburce) je městský park na území zrušeného městského hřbitova v Nymburce pojmenovaný podle renesančního kostela svatého Jiří.Nachází se na okraji historického jádra města, mezi ulicemi Tyršova, Svatojiřská a U Stadionu.

## Historie

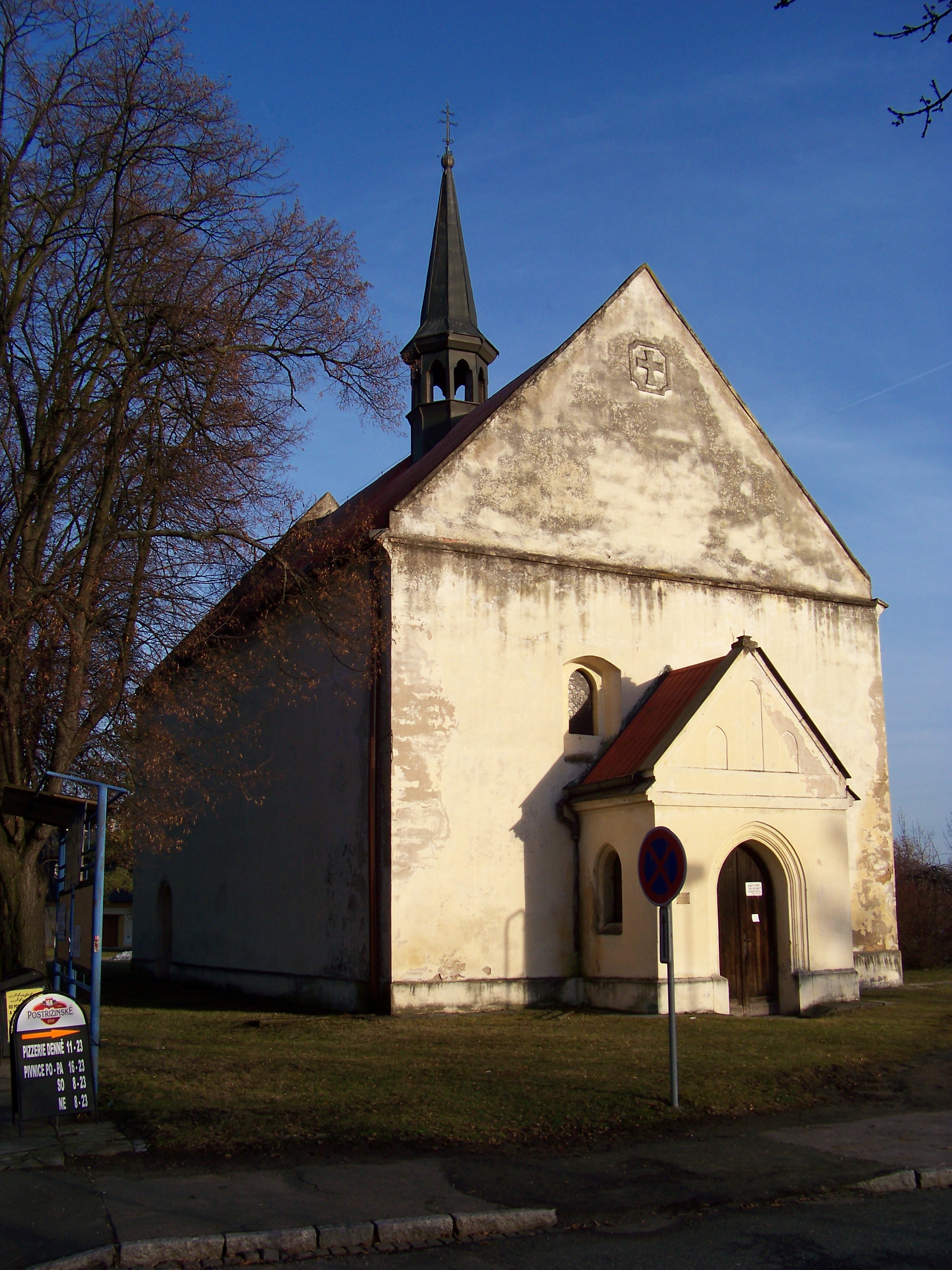
Kostel svatého Jiří z roku 1569

### Vznik
První hřbitov vznikl okolo původního kostela už ve 14. století, roku 1569 zde na jeho základech postavena větší renesanční stavba. Poté, co se v rostoucím městě přestalo pohřbívat u kostela sv. Jiljí blízko hlavního náměstí, sloužilo pohřebiště jako hlavní městský hřbitov. Roku 1787 došlo k výraznému rozšíření areálu, kostel začal sloužit také jako hřbitovní kaple. Židé z okolí byli pohřbíváni na židovském hřbitově v Kovanicích.
Z důvodů rozrůstající se městské zástavby bylo rozhodnuto o založení nového městského hřbitova na západním okraji města poblíž silnice na Kostomlaty, zřízeného roku 1894 podle návrhu nymburského stavitele Červinky a užívaného od roku 1905. V roce 1924 bylo v na novém hřbitově zprovozněno krematorium.

### Zrušení hřbitova
Pohřbívání zde bylo ukončeno počátkem 60. letech 20. století, roku 1965 byl hřbitov oficiálně zrušen. V letech 1967 až 1969 pak proběhla necitelná asanace hřbitova, došlo k odstranění ostatků a náhrobků (historicky cenné objekty přeneseny do depozitářů). Část pozemku byla později zabrána pro stavbu nymburského zimního stadionu v 70. letech 20. století.
Jedinými ponechanými stavbami v areálu je secesní náhrobek inženýra Gustava Červinky a dále dvě velké kaplové hrobky z 19. století, rodiny Tozarowy a neoklasicistní hrobka neznáme rodiny.

## Osobnosti pohřbené na tomto hřbitově
- prof. Ing. Gustav Červinka (1868–1907) – pedagog brněnské techniky, železniční inženýr (náhrobek: Vilém Amort, 1907, zachovala se)
- Otakar Theer (1880–1917) – básník, dramatik a překladatel
- Jan Nepomuk Červinka – měšťan, (náhrobek: Josef Malínský)
- Tomáš Černý (1840–1909) a rodina Čevinkova – rodina pražského purkmistra a poslance Tomáše Černého (náhrobek: J. Max)
- MUDr. Mikuláš Miksche (1799–1874) – pražský lékař a vlastenec, pohřben s rodinou své dcery Albíny Dlabačové (náhrobek: Josef Václav Myslbek, 1878)
- Hanuš Karlík (1850–1927) – ředitel nymburského cukrovaru, povýšen do rytířského stavu (náhrobek: Bohumil Kafka, 1927)
- Hrobka rodiny Krouských – rodina poslance Otokara Krouského (náhrobek: architekt Josef Gočár, busta: Stanislav Sucharda, 1906)
- Hrobka rodiny Zendrichovy – rodina nymburských měšťanů
- Hrobka rodiny Tuzarowy – místní šlechtický rod (neogotická hrobka postavena roku 1886 u zdi areálu, zachovala se)
- Hrobka neznámé rodiny – (neoklasicistní hrobka postavena u zdi areálu, zachovala se)